# Шенихово
Шенихово — деревня в Островском районе Псковской области. Входит в состав Островской волости.
Расположена в 8 км к востоку от центра города Остров. Шенихово является единственным населённым пунктом прежней Городищенской волости, который находится на левом берегу реки Великая: все остальные деревни прежней Городищенской волости расположены на правобережье.
| 2001 | 2002 | 2010 | 2013 |
| ---- | ---- | ---- | ---- |
| 16   | ↘9   | ↗11  | ↗13  |

## История
Деревня до апреля 2015 года входила в состав ныне упразднённой Городищенской волости района.